# Roger Lancelyn Green
Roger (Gilbert) Lancelyn Green (2 de noviembre de 1918 – 8 de octubre de 1997) fue un biógrafo y escritor de literatura infantil de origen británico.
Lancelyn Green estudió bajo el magisterio de C. S. Lewis en el Merton College de Oxford donde obtuvo su licenciatura en Letras (Bachelor of Literature).
Lancelyn Green escribió nuevas versiones de los mitos griegos (Tales of the Greek Heroes y A Tale of Troy) y del Antiguo Egipto (Tales of Ancient Egypt), así como los mitos nórdicos (Myths of the Norsemen) y las historias del Rey Arturo (King Arthur and His Knights of the Round Table) y de Robin Hood (The Adventures of Robin Hood).
También escribió biografías sobre J. M. Barrie, Andrew Lang y C. S. Lewis. La de Lewis (C. S. Lewis: A Biography, 1974), coescrita con Walter Hooper, le valió el Mythopoeic Scholarship Award de 1975. Su nueva antología de cuentos de Hans Christian Andersen contiene una soberbia biografía breve. Green fue asimismo editor del Kipling Journal, 1957–79.
Lancelyn Green sentía un especial interés por Lewis Carroll, sobre el que publicó varios libros y artículos. Su libro The Story of Lewis Carroll (1949) hizo que las sobrinas del autor le invitaran a producir una versión editada de su diario, que apareció en 1953. Ahora se sabe que no trabajó sobre la versión íntegra de los diarios, sino sobre una transcripción censurada por las sobrinas de Carroll. Más tarde fundaría la Lewis Carroll Society, de la que sería vicepresidente, y ayudaría a Morton N. Cohen a editar el epistolario completo de Carroll.
Green fue también actor profesional en ocasiones (1942–5), y perteneció al círculo literario oxoniense de los Inklings, formado en torno a C. S. Lewis y J. R. R. Tolkien. Fue asimismo Deputy Librarian del Merton College, de 1945–50, y William Nobel Research Fellow de literatura inglesa en la Universidad de Liverpool (1950–2), a cuyo consejo pertenecería más tarde (1964–70). En 1968 Lancelyn Green pronunció la conferencia Andrew Lang.
Su hijo es el escritor Richard Lancelyn Green.